# Christian Frederik August Ishøy
Christian Frederik August Ishøy (26. november 1822 i Marstal – 19. januar 1903) var en dansk præst og politiker.
Hans forældre var lærer Hans Fredederik Ishøy og Christine Petersen. Ishøy blev student 1840 (privat dimitteret), teologisk kandidat 1845, blev i 1850 sognepræst i Bedsted, Aabenraa Provsti og blev 1862 forflyttet til Sindal-Astrup Pastorat og 1872 til Vigsnæs.
Ved valget i 1863 blev han valgt til medlem af Rigsrådets Landsting for 7. kreds (Aalborg og Hjørring Amter).
Han blev gift 1. gang i Ørslev Kirke 26. november 1850 med Elisa Jacobine Antoinette Braag (19. august 1820 i København – 4. november 1853) og 2. gang gift i Bedsted Kirke 27. august 1855 med Marie Regine Braag (9. maj 1818 i København -), begge døtre af Robert Braag, kommandør i Flåden og Anna Kirstine Gottlobgine Børgesen.